# Saint-Charles-de-Percy
Saint-Charles-de-Percy är en kommun i departementet Calvados i regionen Normandie i norra Frankrike. Kommunen ligger i kantonen Vassy som ligger i arrondissementet Vire. År 2018 hade Saint-Charles-de-Percy 199 invånare.

## Befolkningsutveckling
Antalet invånare i kommunen Saint-Charles-de-Percy
Referens:INSEE